# لويس كاراسكو
لويس كاراسكو (بالإسبانية: Luis Carrasco)‏ هو متزلج صدري مكسيكي، ولد في 2 أكتوبر 1963 في ماردة في المكسيك.

## وصلات خارجية
- لويس كاراسكو على موقع IBSF (الإنجليزية)
- لويس كاراسكو على موقع أوليمبيديا (الإنجليزية)